# Pablo Gigena
Pablo Adrián Gigena es un dramaturgo, puestista, actor y director de teatro que nació en San Miguel de Tucumán, Tucumán, Argentina.

## Formación
Pablo Gigena sólo adeuda la tesis para obtener el título de Licenciado en teatro, otorgado por la Universidad Nacional de Tucumán. Además cursó la carrera de danza contemporánea de la Facultad de Artes de la UNT y tomaron numerosos cursos de composición coreográfica con maestros locales y nacionales. Junto con Noé Andrade tomaron además talleres y seminarios de teatro con docentes y maestros nacionales e internacionales. 

## Labores Artísticas
Gigena integró por 5 años el Ballet Estable de la Provincia, por un año el Ballet Contemporáneo de la provincia, integró la Comedia Municipal en 2 ocasiones y actuó y dirigió al Teatro Estable de la Provincia. Desde hace 6 años es Redactor del suplemento de espectáculos en la publicación El Periódico de Tucumán, fue Jurado Nacional del Instituto Nacional de Teatro (2008-2010) y representante de Directores en la Comisión Provincial de Teatro Independiente (2009-2011). Ambos directores recibieron premios provinciales y nacionales de danza contemporánea por interpretación y coreografía, como así también como actores, directores y puestistas. 

## Reconocimientos y premios
Recibió premios como dramaturgo y obras suyas como Sodiac & Selegna fueron publicadas en Dramaturgos del Noroeste Argentino, publicado en 2007 por Argentores (Sociedad Argentina de Autores), Papel papel en Obras Ganadoras del Certamen de Dramaturgia Canal Feijoo, publicado por el Ente Cultural de Tucumán en el 2005, además de Delirium Argentinen Obsesibilis en Antología de Teatro latinoamericano 1950 – 2007, compiladas por Gustavo Geirola, publicada en 2010. Además Gigena escribió y dirigió el cortometraje sonoro para no videntes Nocturno, que fue presentado en Festival de Cine Nacional 2010, en Tucumán, en Festival Internacional de Cine Independiente, Marfici 2010, en Mar del Plata, Buenos Aires, y en Festival Internacional de Cine de Mar del Plata, también en 2010. También se proyectó en el Festival Fiti 2011, en Mérida México, así como en distintas Ferias del Libro de provincias argentinas.